# Vitrea zakynthia
Vitrea zakynthia is een slakkensoort uit de familie van de Pristilomatidae. De wetenschappelijke naam van de soort is voor het eerst geldig gepubliceerd in 1882 door P. Hesse.